# 7455-ös mellékút (Magyarország)
A 7455-ös számú mellékút egy bő 17 kilométer hosszú, négy számjegyű országos közút Vas vármegye nyugati szélén. Őriszentpéter és Szentgotthárd térségét kapcsolja össze az útba eső, közvetlenül az országhatár mellett fekvő települések feltárásával.

## Nyomvonala
A 7453-as útból ágazik ki, annak 1+550 kilométerszelvénye közelében, Őriszentpéter Siskaszer településrészének nyugati részén, nagyjából nyugat felé. A kereszteződés túloldalán, az ellenkező irányban egy önkormányzati út indul, amely Siskaszer és Kovácsszer központján halad keresztül és egészen a 7451-es útig vezet. Kiindulása után a 7455-ös út előbb Templomszer városrészen halad keresztül, majd 800 méter után eléri Keserűszer térségét; ettől kezdve egy darabig ennek a városrésznek az északi szélén húzódik. Az 1+650 kilométerszelvénye közelében, már külterületen keresztezi a Siskaszeri-patak folyását, 2,3 kilométer után pedig ki is lép a város területéről és ott átlépi Szalafő határát.
Szalafő területén északabbnak fordul és a 3. kilométere táján eléri Alsószer házait. 3,5 kilométer után ismét egy darabon külterületek között halad, majd a szalafői Templomszer településrészt éri el, a 4,150-es kilométerszelvénye után. E községrész északnyugati szélén, 4,6 kilométer után egy éles irányváltással nyugatnak kanyarodik, majd 4,9 kilométer után egy elágazáshoz ér. Az eddigi, nyugati irányt innentől egy öt számjegyű út, a 74 188-as út viszi tovább – ez Pityerszer és Felsőszer településrészek irányába vezet és az előbbi nyugati szélén ér véget 1,7 kilométer után –, a 7455-ös út pedig egy újabb éles váltással észak-északnyugat felé folytatódik.
Az 5,150-es kilométerszelvénye közelében eléri Papszer településrészt, ahol mintegy 400 méteren át húzódik, majd a 6,350-es kilométerszelvényénél eléri Kondorfa határát. Ott egy kicsit nyugatabbi irányt vesz, egy darabon a két település határvonalát követi, majd a 6,950-es kilométerszelvényénél eléri Szalafő, Kondorfa és Szentgotthárd hármashatárát. Ezután is határvonalon halad, de már Szalafő és Szentgotthárd határát kíséri, egészen a 9,300-as kilométerszelvényéig, ahol teljesen szentgotthárdi területre lép, Farkasfai út néven.
Innentől nagyjából észak felé folytatódik: 10,5 kilométer után eléri a Szentgotthárdhoz tartozó Farkasfa első házait, majd pár méterrel északabbra keresztezi a Huszászi-patak folyását. A település házait elhagyva továbbra is nagyjából észak felé halad, egészen addig, amíg – 12,3 kilométer után – egy elágazáshoz ér. Ebbe az elágazásba a 7455-ös keleti irányból érkezik be és észak felé folytatódik tovább, míg dél felé a 7456-os út ágazik ki belőle.
A 14+250 kilométerszelvényénél egy erdészeti út indul ki belőle északkeleti irányban – ezen a környék több településére el lehet jutni, de az itteni erdészeti úthálózat forgalma elvileg korlátozott. Kicsivel később, 14,4 kilométer után viszont délnyugat felől csatlakozik bele egy út: ez a 7457-es számozást viseli. A folytatásban elhalad az út a Hársas-patak duzzasztásával létrejött Hársas-tó keleti partjai mellett, majd továbbhalad északnak a patak völgyében. 15,5 kilométer után beér Máriaújfalu házai közé, ahol a Máriaújfalui út nevet viseli, és a 7454-es útba torkollva ér véget, annak 8,500-as kilométerszelvényénél.
Teljes hossza, az országos közutak térképes nyilvántartását szolgáló kira.gov.hu adatbázisa szerint 17,233 kilométer.

## Hídjai
Egyetlen számottevő hídja a 9+538-as kilométerszelvényénél egy időszakos vízfolyás feletti híd Farkasfánál; az egynyílású szerkezetű monolit vasbeton lemezhíd nyílásköze 2,00 méter, a teljes pályafelülete 19 négyzetméter; 1937-ben épült. A többi hídját nem tartják számon sem az 1945 előtt épült hidak, sem az 1945 után épült, 10 méternél hosszabb hidak között.